# MH Dánielfy Tibor 205. Légvédelmi Rakétaezred
A Magyar Honvédség Dánielfy Tibor 205. Légvédelmi Rakétaezred a Magyar Honvédség légvédelmi alakulata, amely az MH Légierő Parancsnokság közvetlen irányítása alá tartozik. Az ezred Győrben állomásozik.

## Története
Az ezred elődjét – az MH 12. Arrabona Légvédelmi Rakétadandárt – 2000. október 1-jén szervezték meg a 7. keszthelyi, 14. győri és a 15. kalocsai légvédelmi rakétaezredek összevonásából. 2007. március 1-jétől egy újabb átszervezés után alakult át ezreddé.
Az alakulat az „Arrabona” nevet 2006-ban, laktanyája megnyitásának 30. évfordulóján vette fel.
Előtte a szintén a Likócsi laktanyában állomásozó MH 74. Arrabona Felderítő Zászlóalj (1976-1996) használta az „Arrabona” nevet.
A Magyar Honvédség átalakítása során 2023. január 1-től az alakulat új megnevezést és hadrendi számot kapott. Új megnevezése MH Dánielfy Tibor 205. Légvédelmi Rakétaezred. Az új névadó, Dánielfy Tibor alezredes a Csongrád és Szentes közötti Tisza-híd szentesi hídfőjénél halt hősi halált 1944. október 9-én: az alezredes a híd légvédelmét ellátó 203. légvédelmi tüzérosztály parancsnokaként megmaradt utolsó két ágyúja mellett az utolsó lőszerig harcolva esett el és halt hősi halált, míg az ezred új elnevezésében található 205. hadrendi szám a II. világháború alatt Győrt is oltalmazó 205. légvédelmi tüzérosztályra utal.

## Rendeltetése
Az ország területének védelme érdekében, vagy a NATO és EU kötelezettségek teljesítése során az elöljáró parancsnok által meghatározott célkitűzésekkel összhangban, külön parancsra, az előírt készenléti időn belül, kijelölt tűzalegységei harci lehetőségeinek kihasználásával légvédelmi rakéta oltalmazás biztosítása.

## Az ezred fő feladatai
Az ezred kijelölt tűzalegységeivel a Légierő egyéb erőivel, más katonai szervezetekkel, továbbá a szövetséges erőkkel együttműködve, a NATO Integrált Kiterjesztett Légvédelmi Rendszerében (NATINEADS) a kijelölt katonai objektumok és kiemelt fontosságú ipari-energetikai létesítmények, valamint a szárazföldi csapatok meghatározott csoportosításainak légvédelmi rakéta oltalmazása. A légvédelmi rakétaezred Győrött települt.

## Az ezred légvédelmi fegyverzete
- MISTRAL ATLAS  - modernizálva 2017 és 2021 között. A új M3 rakétákat szereztek be, az indítók MATIS hőkamerákat kaptak illetve radaros MCP járműveket is modernizálták.
- SA-6 Gainful / 2K11 Kub - mára teljesen elavult szovjet eredetű légvédelmi rendszer, várhatón kivonásra kerül 2025-ben.
- NASAMS-3 (leszállítás alatt) - A Kub váltótípusa, érkezése 2023-25 között várható. Az első tűzegységnek 2024 végére el kell érnie a műveleti készenlétet.

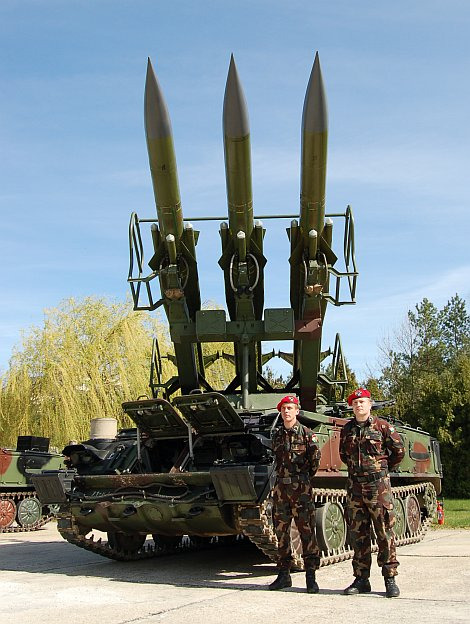
2K12 Kub rendszer rakéta indítója
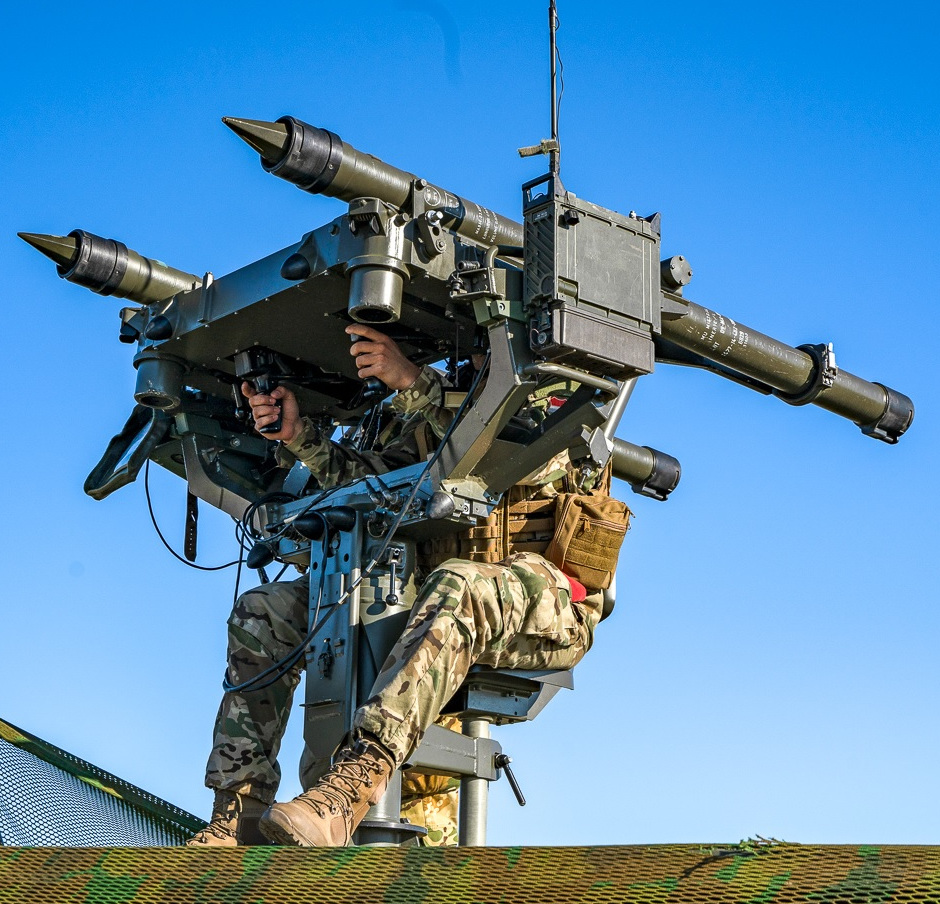
Mistral Atlas rendszer indítója
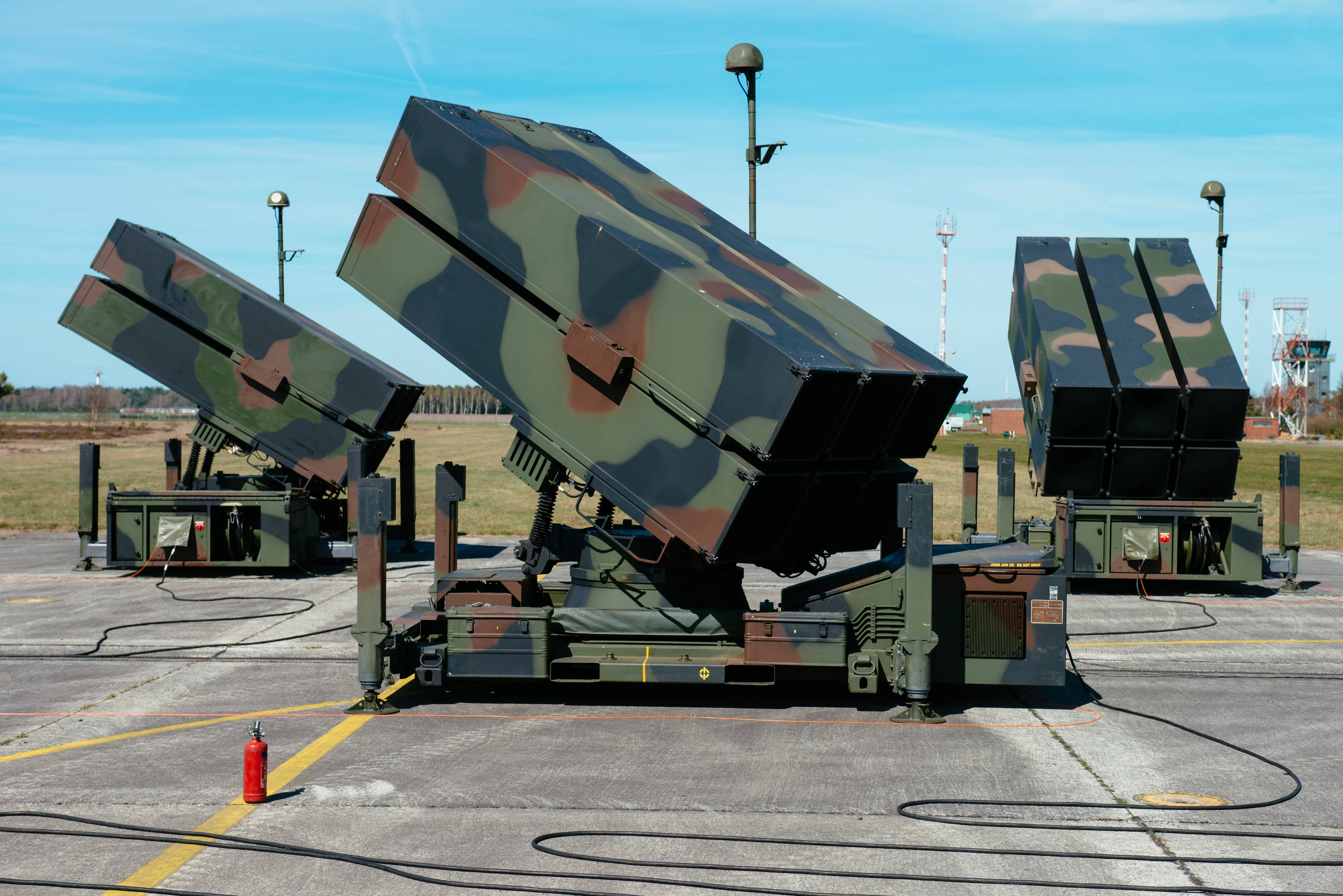
NASAMS indítók holland színekben

## Szervezeti felépítése
| Dandár parancsnokság | Dandár parancsnokság | Dandár parancsnokság |
| Harcoló alegységek | Harcoló alegységek | Harcoló alegységek |
| 1. Légvédelmi rakétaosztály | 2. Légvédelmi rakétaosztály | Vezetési zászlóalj |
| --- | --- | --- |
| Szervezet - Parancsnokság - Légvédelmi rakétaütegek - Támogató üteg - Egészségügyi központ Eszközök - Harcvezetési rendszer - Tűzirányító rendszer - SA-6 légvédelmi rakétarendszerek - SA-16 légvédelmi rakétarendszerek (kivonva) | Szervezet - Parancsnokság - Légvédelmi rakétaütegek - Támogató üteg - Egészségügyi központ Eszközök - Harcvezetési rendszer - Tűzirányító rendszer - Atlas-2 Mistral légvédelmi rakétarendszerek                                                                   | Szervezet - Parancsnokság - Műveleti központ század - Tűzelosztó központ század - Légvédelmi rakétaüteg Eszközök - Harcvezetési rendszerek - Tűzirányító rendszerek - Híradó és informatikai eszközök - Felderítő radarok - SA-16 légvédelmi rakétarendszerek (kivonva) |
| Támogató alegységek | | |
| Logisztikai zászlóalj | Egészségügyi központ | Helyőrségi támogató alegység |
| Szervezet - Parancsnokság - Logisztikai műveleti központ - Törzstámogató század - Javító század - Ellátó és szállító század - Segélyhely - Raktárak Eszközök - Az anyagi készletek, a személyi állomány ellátásához, a légvédelmi rakéták harci alkalmazáshoz történő előkészítéséhez és szállításához, a haditechnikai eszközök kiszolgálásához szállításához szükséges eszközök. | Szervezet - Parancsnokság - Gyógyító csoport - Foglalkozás-egészségügyi részleg - Sebesült szállító raj Eszközök - A személyi állomány egészségügyi ellátásához szükséges eszközök, illetve más egészségügyi szervezetekhez való szállításához szükséges eszközök. | Szervezet - Parancsnokság - Dandárparancsnokság támogató részleg - Helyőrségparancsnokság támogató részleg - Kulturális és sport részleg - Bázis üzembentartó alosztály - Logisztikai szakasz Eszközök - A helyőrség békeműködésének biztosításához szükséges eszközök. |